# Antonio Magliabechi
Antonio Magliabechi (Firenze, 28 ottobre 1633 – Firenze, 4 luglio 1714) è stato un letterato, bibliofilo ed erudito italiano.

## Biografia
Antonio Magliabechi nacque a Firenze il 29 ottobre 1633. Dopo la morte del padre nel 1640, fu garzone presso un gioielliere, alla morte della madre, nel 1673, riprese gli studi sotto Michele Ermini, bibliotecario di Leopoldo de' Medici, acquistando ben presto grande fama per l'ampia erudizione e la conoscenza del latino, del greco e dell'ebraico. Il granduca Cosimo III de' Medici gli affidò la custodia della Biblioteca Palatina (la biblioteca di Palazzo Pitti, confluita nella Biblioteca Medicea Laurenziana per i manoscritti e nella BNCF per le opere a stampa), nella quale gli succedette con lo stesso incarico, l'amico, Benedetto Bresciani. Negli ultimi anni si ritirò nel convento domenicano di Santa Maria Novella, dove morì e fu sepolto. 
Originale fu la vita e il carattere del Magliabechi, che, deforme e trasandato, volle sempre star solo in mezzo a vere cataste di libri. Questa sua natura strana, a cui si aggiungeva una sottile malignità, gli procurò molti nemici; ma egli riscosse anche la più viva ammirazione di tutti i dotti di Europa con cui era in corrispondenza attivissima, e alle cui richieste rispondeva con prodigiosa ricchezza di notizie, specialmente per la storia letteraria.
Tra i suoi corrispondenti, l'astronomo e storico Pietro Maria Cavina, con cui scambiò lettere per vent'anni, dal 1670 al 1690, e che beneficiò largamente dell'erudizione del Magliabechi.
Non scrisse nulla di proprio; pubblicò solo alcune opere latine medievali e compilò un catalogo dei codici arabi, persiani, ebraici della Laurenziana; ma, oltre all'aiuto dato ai dotti di tutta Europa, fu benemerito degli studi ordinando che la sua biblioteca privata, messa insieme in lunghi anni e ricchissima anche di codici, fosse aperta al pubblico. Così nel 1747 si aprì la Magliabechiana, che con successivi accrescimenti e con l'unione alla Palatina è diventata la Biblioteca Nazionale di Firenze.
La passione della sua vita fu la bibliofilia: per questo, a parte un ampio epistolario con eruditi e scienziati del tempo, tra cui Leibniz gli sono attribuite soltanto le Notizie letterarie e istoriche intorno agli uomini illustri dell'Accademia fiorentina, edite a Firenze nel 1700.

## Carteggio
- Lettere e carte Magliabechi. Regesto, I-II, a cura di Manuela Doni Garfagnini, Roma 1981;
- Regesto del carteggio Magliabechi: dimensioni dell'impresa e sue prospettive di realizzazione, a cura di Manuela Doni Garfagnini, in Critica storica, XIX (1982), pp. 107-123;
- Lettere e carte Magliabechi. Inventario cronologico, a cura di Manuela Doni Garfagnini, Roma 1988;
- Giovanni Targioni Tozzetti, Clarorum Belgarum, Germanorum, Venetorum epistolae ad Antonium Magliabechium nonnullosque alios epistolae ex autographis in Bibliotheca Magliabechiana adservatis descriptae, I-V, Florentiae 1745-46;
- Paolo Galluzzi, Lettere di G.A. Borelli ad A. Magliabechi, in Physis, XII (1970), pp. 267-298;
- Michelangelo Fardella, Lettere ad Antonio Magliabechi (1691-1709), a cura di Salvatore Femiano, Cassino 1978;
- Joseph Anna Guillaume Tans, Un bibliothécaire dans la république des lettres. Correspondance d'Antonio Magliabechi et de Pasquier Quesnel, in Uit Bibliotheektuin en informatieveld, a cura di H.F. Hofmann et al., Utrecht 1978, pp. 75-95;
- Lettere dal Regno ad Antonio Magliabechi, a cura di A. Quondam, M. Rak, Napoli 1978-79;
- Carteggio Magliabechi. Lettere di Borde, Arnaud e associati lionesi ad Antonio Magliabechi (1661-1700), a cura di S. Ussia, Firenze 1980;
- Stefano De Rosa, Tre lettere inedite di Francesco Bindi "stampatore archiepiscopale" in Pisa ad Antonio Magliabechi, in La Bibliofilia, LXXXVI (1984), pp. 235-24
- Alfonso Mirto, Lettere di Andries Fries ad Antonio Magliabechi, 1659-1675, in Lias, XIV (1987), pp. 61-100;
- Cristina Wis Murena, Le lettere di Francesco Negri ad Antonio Magliabechi dal giugno 1678 al 1696, in Atti dell'Accademia Pontaniana, XXXVII (1988), pp. 161-190;
- Alfonso Mirto, Henk Th. van Veen, Pieter Blaeu: lettere ai fiorentini Antonio Magliabechi, Leopoldo e Cosimo III de' Medici e altri, 1660-1705, Firenze 1993;
- Jean Le Clerc, Epistolario (1706-1718), a cura di M.G. Sina, M. Sina, III, Firenze 1994, pp. 38, 66, 213, 223, 240;
- Alfonso Mirto, Lettere di Antonio Magliabechi a Bernardo Benvenuti, in Studi secenteschi, XXXIX (1998), pp. 205-242;
- Alfonso Mirto, Antonio Magliabechi e Carlo Dati: lettere, in Studi secenteschi, XLII (2001), pp. 381-433;
- Alfonso Mirto,  Lettere di A. Magliabechi ad É. Baluze, ibid., XLVI (2005), pp. 319-342;
- Alfonso Mirto, Il carteggio degli Huguetan con Antonio Magliabechi e la corte medicea, Soveria Mannelli 2005
- Alfonso Mirto, Lettere di Antonio Magliabechi a Leopoldo de' Medici, Roma, aracne, 2012
- Alfonso Mirto, Pietro Paolo Bosca: Lettere ad Antonio Magliabechi, "Studi secenteschi", LIV, 2013, pp. 260-333